# Curtiss Model S

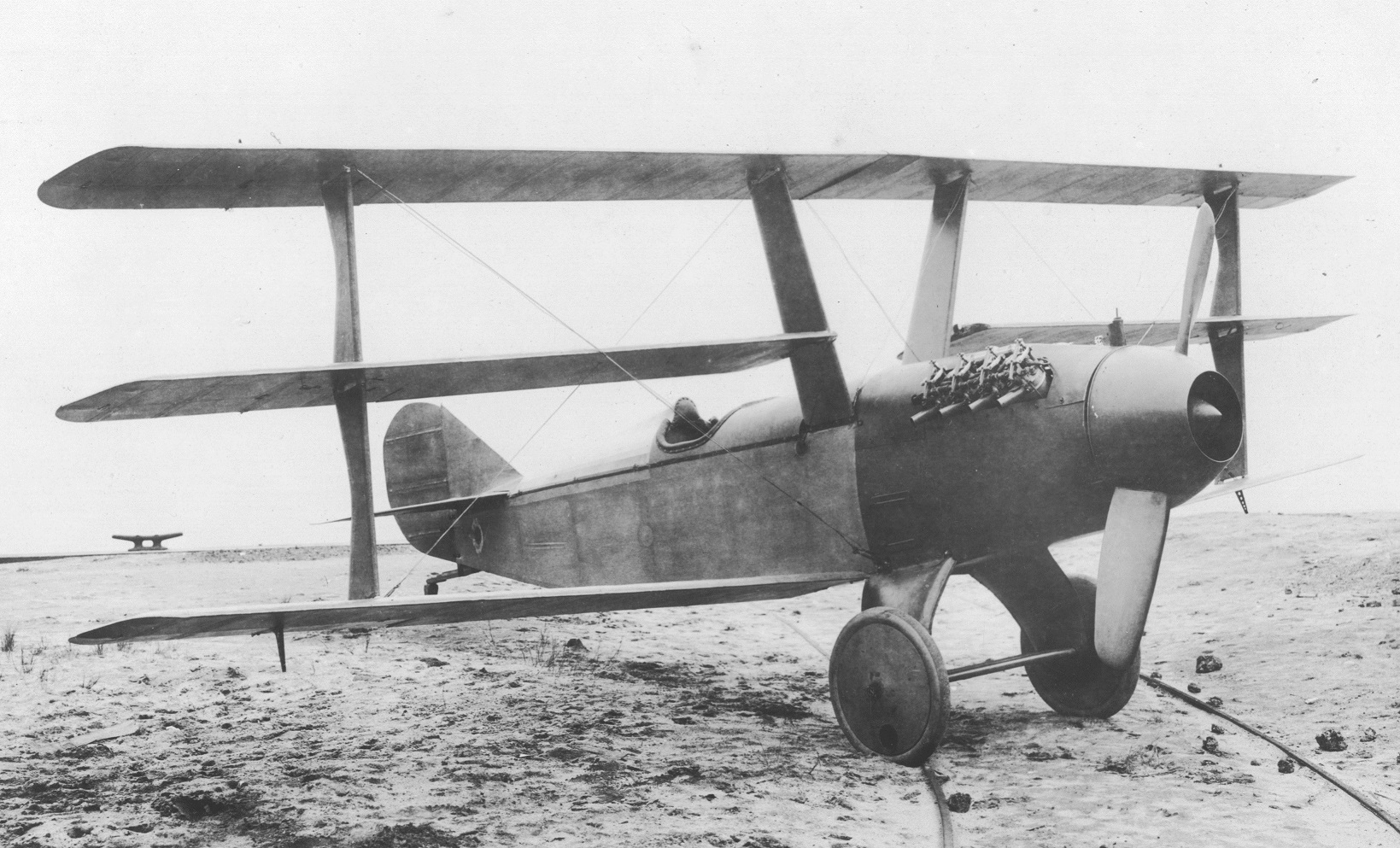
Curtiss Model S-3. Jeden z czterech wyprodukowanych egzemplarzy

Curtiss Model S – seria jednomiejscowych, jednosilnikowych samolotów firmy Curtiss Aeroplane and Motor Company wyprodukowana w latach 1916-17. Samoloty z tej serii były pierwszymi samolotami myśliwskimi zamówionymi przez ówczesne siły lotnicze United States Army.

## Historia
Pierwszy samolot z serii S został zaprojektowany i zbudowany w 1916 jako jednomiejscowy samolot typu określanego wówczas jako scout (dosłownie – „zwiadowczy”, „rozpoznawczy”). Zgodnie z ich nazwą, ówczesne scouty, nazwa weszła do użycia około 1914, używane były do zadań rozpoznawczych i początkowo były nieuzbrojone. Po wybuchu wojny nieuzbrojone, jednomiejscowe scouty zostały wkrótce uzbrojone w nieruchome, strzelające do przodu karabiny maszynowe dając w ten sposób początek klasycznym samolotom myśliwskim. W ówczesnej terminologii amerykańskiej samoloty myśliwskie określane były jako samoloty pościgowe (pursuit), ale określenie scout w odniesieniu od jednosilnikowych, jednomiejscowych samolotów używane było jeszcze do końca wojny. W latach 1916–17 w zakładach Curtissa zaprojektowano sześć modeli w serii S, ale tylko kilka egzemplarzy zostało zakupionych przez Armię i Marynarkę. Podobnie jak inne amerykańskie samoloty z tego okresu, maszyny Curtissa znacznie ustępowały konstrukcjom europejskim. Rozpętana w Europie wojna stymulowała szybki rozwój techniki lotniczej ale spowodowała także odcięcie Stanów Zjednoczonych od ówczesnych najnowszych osiągnięć w tej dziedzinie. Projektowane w Stanach Zjednoczonych samoloty bazowały głównie na osiągnięciach i doświadczeniach sprzed 1914, przez co nie były tak nowoczesne jak konstrukcje europejskie i ustępowały im technicznie i osiągami.

### S-1 Speed Scout
Pierwszym modelem w serii S był S-1 nazywany także Baby Scout. Był to najmniejszy i najlżejszy samolot jako projektanci Curtissa mogli zbudować w oparciu o 90-konny silnik typu Curtiss OX. S-1 był dwupłatowcem o konstrukcji całkowicie konwencjonalnej. Samolot przypominał nieco wczesne modele Sopwitha, jego głównym projektantem był B. D. Thomas który wcześniej pracował dla tej firmy.
W pierwszej wersji rozpiętość skrzydeł maszyny wynosiła 20 stóp (9,09 m) ale okazała się zbyt mała i górne skrzydło zostało przedłużone do 21 stóp, prędkość maksymalna maszyny wynosiła 100 mil na godzinę (161 km/h). Samolot nie znalazł nabywcy i został zatrzymany przez Curtissa do własnego użytku. 

### S-2 Wireless
Drugi samolot z serii S, S-2, był konstrukcyjnie bardzo zbliżony do modelu S-1 ale otrzymał nowe skrzydła o nowatorskim, „rewolucyjnym”, układzie rozpórek które wyeliminowały użycie linek usztywniających. Z powodu braku naciągów model S-2 nazywany był także Wireless (dosłownie „bezlinkowy”, „beznaciągowy”). Rzadko używanym rozwiązaniem które zastosowano w tym samolocie było podwozie typu Ackermann Spring. Podwozie tego typu rozwiązywało problem z użyciem amortyzatorów w podwoziu klasycznym w którym końce wspólnej osi kół były przymocowywane do dolnej części rozpórek (zastrzałów). W podwoziu Ackermann Spring szprychy kół miały zakrzywiony kształt i wykonane były z płaskiej stali resorowej, poważną wadą takiego rozwiązania było jednak mała odporność na obciążenia boczne i nie było ono szeroko stosowane.
Pierwszy lot samolotu odbył się w 1917, rozpiętość skrzydeł maszyny wynosiła 21 stóp i 10 cali (6,65 m), masa własna 805 funtów (365 kg), a prędkość maksymalna 119 mil na godzinę (191 km/h).

### S-3
Samoloty serii S-3 (Model 10) były jedynymi „produkcyjnymi” samolotami modelu S, wyprodukowano łącznie cztery S-3 które zostały zakupione przez lotnictwo Armii na początku 1917. Konstrukcja kadłuba i ogona samolotu bazowała na wcześniejszych S-1 i S-2 ale S-3 był trójpłatowcem ze płatami o profilu typu RAF-6. Były to pierwsze jednomiejscowe scouty Armii ale w momencie ich powstania były zacofane technologicznie o około dwa lata w porównaniu z maszynami budowanymi wówczas w Europie.
Samoloty z serii S-3 były pierwszymi jednomiejscowymi maszynami zakupionymi przez Armię od 1913 kiedy zakupiono samolot Wright Brothers D Scout, pierwszymi jednomiejscowymi samolotami zakupionym przez Aviation Section, U.S. Signal Corps, pierwszymi samolotami ze śmigłem w układzie ciągnącym zakupionym przez Signal Corps oraz pierwszymi trójpłatowcami w służbie Armii. Samolot był różnie określany jako scout, speed scout, fighter i triplane pursuit (zwiadowczy, szybko zwiadowczy, myśliwiec, pościgowy trójpłatowiec). Zakupione przez Armię maszyny nosiły numery seryjne 322-325.
Samoloty zostały dostarczone Armii w czerwcu 1916. Maszyny napędzane były silnikami Curtiss OXX-3 o mocy 100 KM. Długość samolotu wynosiła 19 stóp i 6 cali, wysokość 8 stóp i 7 cali, rozpiętość skrzydeł wynosiła 25 stóp, a ich powierzchnia 142,6 stóp kwadratowych (odpowiednio - 5,96 m, 2,62 m, 7,62 m i 13,25 m²). Masa własna maszyny wynosiła 870 funtów, a maksymalna masa startowa 1320 funtów (440 i 599 kg). Prędkość maksymalna samolotu wynosiła 115 mph (185 km/h).

### S-4
Samolot S-4 (Model 10A) został zaprojektowany jako jednomiejscowy scout pływakowy dla United States Navy. Samolot bazował na wcześniejszym S-3, ale zamiast podwozia kołowego otrzymał dwa duże pływaki, był to pierwszy samolot Curtissa o takiej konfiguracji pływaków. Podobnie jak z innym wodnosamolotami Curtissa także w przypadku S-4 potrzebne było powiększenie początkowej rozpiętości skrzydeł aby samolot mógł udźwignąć dodatkowy ciężar pływaków. W 1918 samolot został uszkodzony przy lądowaniu i został złomowany.

### S-5
S-5 (Model 10B) miał konstrukcję prawie identyczną do S-4, w odróżnieniu od poprzednika miał tylko jeden główny pływak umieszczony pod kadłubem i dwa mniejsze pływaki, po jednym pod każdym skrzydłem. US Navy zakupiła jeden samolot (numer seryjny USN A150) który został złomowany 6 sierpnia 1919.

### S-6
Ostatni samolot z serii S, S-6 (Model 10C) był ulepszoną wersją S-3 i był pierwszym amerykańskim scoutem który został wyposażony w nieruchome, strzelające do przodu karabiny maszynowe. Dwa karabiny maszynowe Lewisa zostały zamontowane na rozpórkach pomiędzy środkowym a górnym skrzydłem. Możliwe jest, że zostały zamontowane tylko w celu przetestowania w jaki sposób dodatkowa masa uzbrojenia wpływa na osiągi i stateczność samolotu jako, że karabiny tego typu nie nadawały się do synchronizacji strzelania przez śmigło (według innego źródła karabiny strzelały ponad tarczą śmigła). Na początku 1917 Armia zamówiła dwanaście samolotów tego typu, ale ostatecznie wybudowano tylko jeden (numer seryjny Armii 492).